# Parcé
Parcé est une commune française située dans le département d'Ille-et-Vilaine en région Bretagne, peuplée de 652 habitants.

## Géographie
Couvrant une superficie de 1 688 hectares, la commune est située dans l'arrondissement de Fougères-Vitré et dans le canton de Fougères-Sud.

### Communes limitrophes
| Billé                | Javené                 | Luitré (Luitré-Dompierre)              |
|                      | Parcé                  | Dompierre-du-Chemin (Luitré-Dompierre) |
| Montreuil-des-Landes | Châtillon-en-Vendelais |                                        |

### Hydrographie
Pour un article plus général, voir Réseau hydrographique d'Ille-et-Vilaine.
La commune est située dans le bassin Loire-Bretagne. Elle est drainée par la Cantache, le Général, le Muez, le ruisseau de Vallet, le ruisseau des Prairies et le ruisseau du Moulin de gasselin,,.
La Cantache, d'une longueur de 36 km, prend sa source dans la commune de Saint-Pierre-des-Landes et se jette  dans la Vilaine à Saint-Aubin-des-Landes, après avoir traversé 13 communes. 
Le Général, d'une longueur de 19 km, prend sa source dans la commune de Montreuil-des-Landes et se jette  dans le Couesnon à Rives-du-Couesnon, après avoir traversé cinq communes. 
Le Muez, d'une longueur de 11 km, prend sa source dans la commune  et se jette  dans le Couesnon à Billé, après avoir traversé quatre communes. 

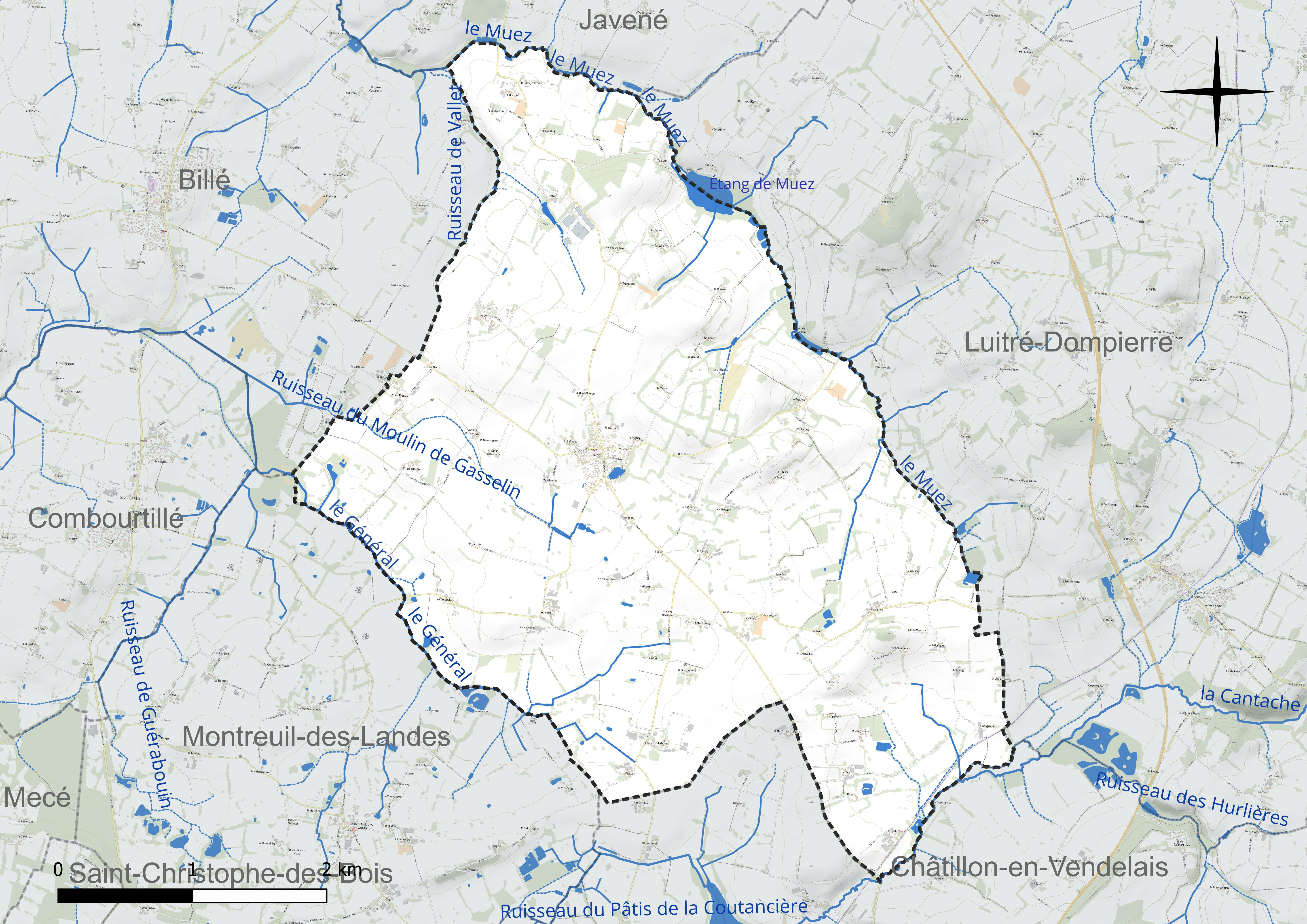
Réseau hydrographique de Parcé.

Un plan d'eau complète le réseau hydrographique : l'étang de Muez, d'une superficie totale de 8 ha (3,69 ha sur la commune),.

### Climat
Pour des articles plus généraux, voir Climat de la Bretagne et Climat d'Ille-et-Vilaine.
En 2010, le climat de la commune est de type climat océanique franc, selon une étude du CNRS s'appuyant sur une série de données couvrant la période 1971-2000. En 2020, Météo-France publie une typologie des climats de la France métropolitaine dans laquelle la commune est exposée à un climat océanique et est dans la région climatique  Bretagne orientale et méridionale, Pays nantais, Vendée, caractérisée par une faible pluviométrie en été et une bonne insolation. Parallèlement l'observatoire de l'environnement en Bretagne publie en 2020 un zonage climatique de la région Bretagne, s'appuyant sur des données de Météo-France de 2009. La commune est, selon ce zonage, dans la zone « Intérieur Est », avec des hivers frais, des étés chauds et des pluies modérées.
Pour la période 1971-2000, la température annuelle moyenne est de 11 °C, avec une amplitude thermique annuelle de 13,2 °C. Le cumul annuel moyen de précipitations est de 859 mm, avec 13,5 jours de précipitations en janvier et 8 jours en juillet. Pour la période 1991-2020, la température moyenne annuelle observée sur la station météorologique la plus proche, située sur la commune de Fougères à 9 km à vol d'oiseau, est de 11,9 °C et le cumul annuel moyen de précipitations est de 939,1 mm,. Pour l'avenir, les paramètres climatiques de la commune estimés pour 2050 selon différents scénarios d'émission de gaz à effet de serre sont consultables sur un site dédié publié par Météo-France en novembre 2022.

## Urbanisme

### Typologie
Au 1er janvier 2024, Parcé est catégorisée commune rurale à habitat dispersé, selon la nouvelle grille communale de densité à sept niveaux définie par l'Insee en 2022.
Elle est située hors unité urbaine. Par ailleurs la commune fait partie de l'aire d'attraction de Fougères, dont elle est une commune de la couronne,. Cette aire, qui regroupe 26 communes, est catégorisée dans les aires de 50 000 à moins de 200 000 habitants,.

### Occupation des sols
L'occupation des sols de la commune, telle qu'elle ressort de la base de données européenne d'occupation biophysique des sols Corine Land Cover (CLC), est marquée par l'importance des territoires agricoles (98,1 % en 2018), une proportion identique à celle de 1990 (98,1 %). La répartition détaillée en 2018 est la suivante : 
terres arables (49,2 %), zones agricoles hétérogènes (34,4 %), prairies (14,5 %), zones urbanisées (1,7 %), forêts (0,2 %). L'évolution de l'occupation des sols de la commune et de ses infrastructures peut être observée sur les différentes représentations cartographiques du territoire : la carte de Cassini (XVIIIe siècle), la carte d'état-major (1820-1866) et les cartes ou photos aériennes de l'IGN pour la période actuelle (1950 à aujourd'hui).

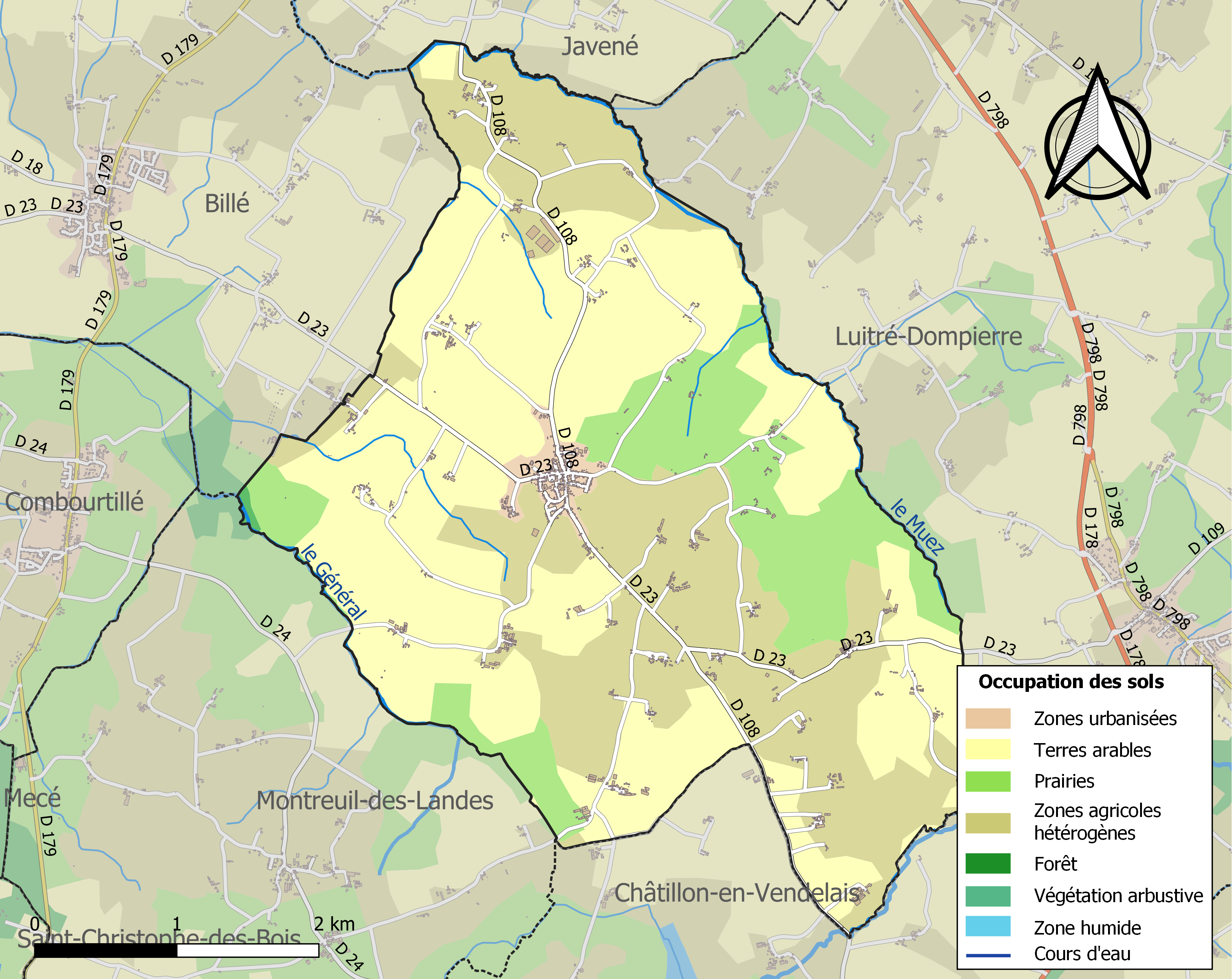
Carte des infrastructures et de l'occupation des sols de la commune en 2018 (CLC).

## Toponymie
Attestations anciennes, :
de Parraceio (1254)
Parciacum, Paeceyum (1513)
Paracé (1579)
Étymologie:
Il s'agit d'un nom de domaine gallo-romain dérivé de l'anthroponyme latin Pa(t)rius.
Le nom de la commune est Parczae en gallo.

## Histoire

### Révolution française
Le 21 octobre 1792, des Chouans commirent des vols à Balazé : le  curé constitutionnel de Parcé, de la Hubaudière, écrit le 27 octobre aux administrateurs du district : « les cultivateurs des environs sont dans un état d'inquiétude et d'alarme qui me paraît assez fondé (...). Vendredi dernier le bruit se répandit que le tocsin avait sonné à Balazé, que les brigands s'étaient jetés sur cette paroisse, qu'une partie des habitants de Châtillon allaient au secours de Balazé, que les autres s'enfuyaient. Le premier officier de cette paroisse, faisant fonction de maire, s'empressa de me prévenir pour que j'eusse à me cacher ; un autre citoyen des confins de cette paroisse du côté de Dompierre m'envoya donner le même avis. Je me bornai à déplacer quelques effets et à quiiter ma maison à dix heures du soir pour coucher ailleurs ; je rentrai chez moi vers sept heures et depuis j'y suis resté sans interrompre les fonctions de mon ministère ». Le maire de Parcé et ses deux parents furent tués par une bande de chouans en représailles car celui-ci avait averti la garnison de Fougères de leur présence.
Le 27 octobre 1793, des administrateurs du district de Fougères écrivent : « Les cultivateurs sont dans un état d'inquiétude et d'alarme. Les brigands sont à Balazé, 15 brigands de la Petite Vendée à la tête desquels sont les Chouans frères. Il semble que ces hommes sont les mêmes que ceux qui firent une incursion à la mi-août dernier sur Montautour, Châtillon, Parcé ».
Parcé fait partie des communes déclarées totalement insurgées en 1793-1794. La commune est acquise aux Chouans pendant la Révolution, malgré une minorité républicaine. Lors de l'insurrection de mars 1793, trois patriotes de Parcé, dont le maire de la commune, sont fusillés le 20 mars par des insurgés à Dompierre-du-Chemin. Une compagnie chouanne est formée, commandée par le capitaine Joseph Bucheron. Quelques affrontements se déroulent sur son territoire comme le Combat de la Vilorais le 26 mars 1794.
La population de la commune fut en partie favorable aux changements apportés par la Révolution française, surtout après la fin de la Terreur. La principale fête révolutionnaire est celle célébrant l'anniversaire de l'exécution de Louis XVI, accompagnée d'un serment de haine à la royauté et à l'anarchie, fêtée à partir de 1795.

### LeXIXesiècle

#### L'insurrection légitimiste de 1832
En mai 1832, environ 800 chouans prirent les armes dans la région de Vitré, particulièrement aux environs de Parcé, Châtillon et Izé. Plusieurs détachements de la garde nationale de Vitré, du 56e de ligne et du 16e léger les affrontèrent. Le combat de Toucheneau, en date du 30 mai 1832, aurait fait 80 victimes parmi les Chouans et trois parmi la troupe selon la version officielle.

## Politique et administration

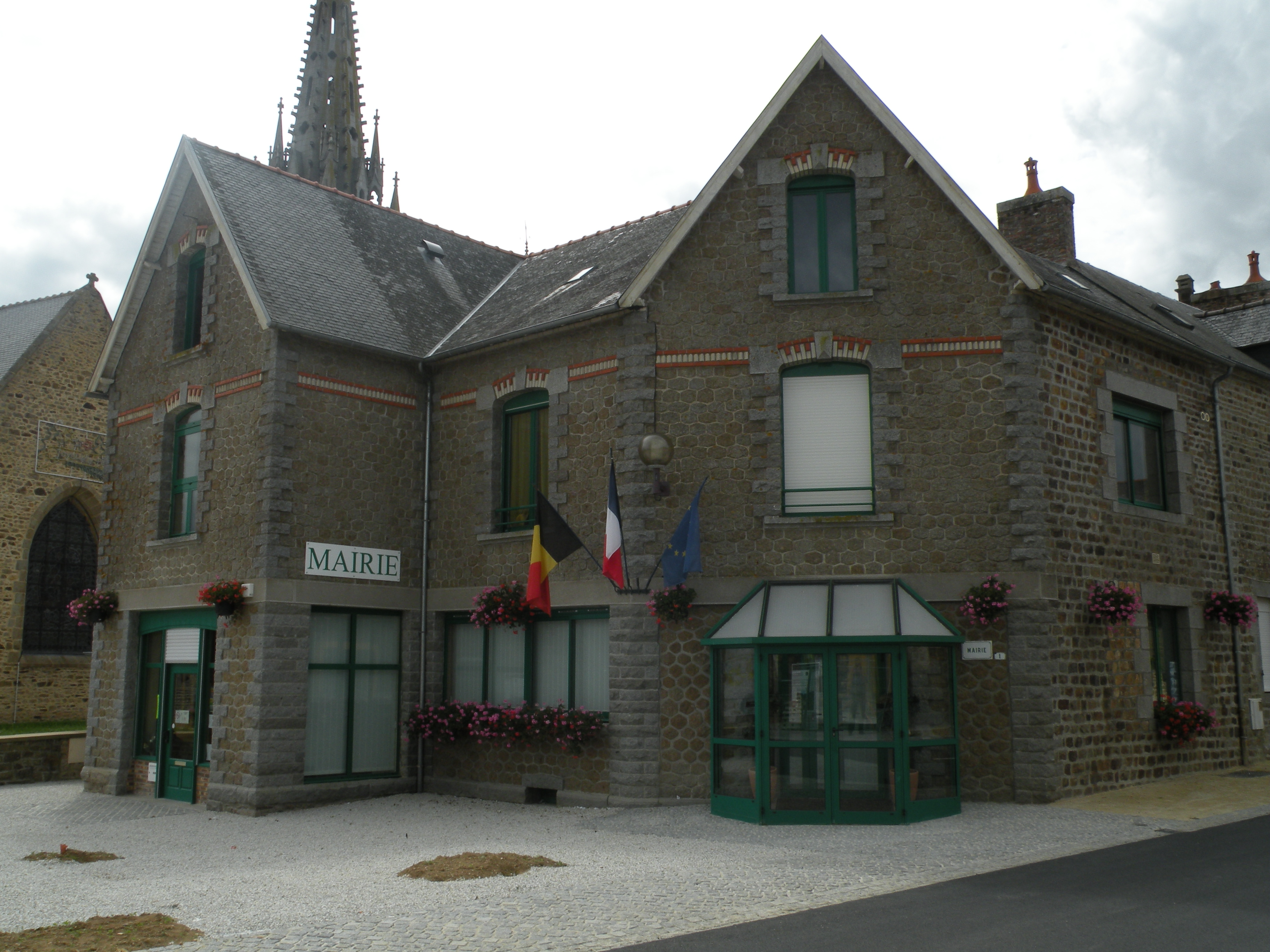
La mairie.

- Jean-Louis Gavard (1776-1807), chouan, maire de Parcé et juge de paix.

| Période                                  | Période    | Identité         | Étiquette | Qualité                                     |
| ---------------------------------------- | ---------- | ---------------- | --------- | ------------------------------------------- |
| mars 1983                                | avril 2014 | Lézin Gallais    | DVG       | Agriculteur retraité, syndicaliste agricole |
| avril 2014                               | En cours   | Laurent Legendre | SE        | Agriculteur                                 |
| Les données manquantes sont à compléter. |            |                  |           |                                             |

## Démographie
L'évolution du nombre d'habitants est connue à travers les recensements de la population effectués dans la commune depuis 1793. Pour les communes de moins de 10 000 habitants, une enquête de recensement portant sur toute la population est réalisée tous les cinq ans, les populations de référence des années intermédiaires étant quant à elles estimées par interpolation ou extrapolation. Pour la commune, le premier recensement exhaustif entrant dans le cadre du nouveau dispositif a été réalisé en 2008.
En 2022, la commune comptait 652 habitants, en évolution de +0,15 % par rapport à 2016 (Ille-et-Vilaine : +5,46 %, France hors Mayotte : +2,11 %).
| 1793 | 1800 | 1806 | 1821  | 1831  | 1836  | 1841 | 1846 | 1851 |
| ---- | ---- | ---- | ----- | ----- | ----- | ---- | ---- | ---- |
| 907  | 964  | 939  | 1 062 | 1 052 | 1 002 | 965  | 933  | 974  |

| 1856 | 1861  | 1866 | 1872 | 1876 | 1881 | 1886 | 1891 | 1896 |
| ---- | ----- | ---- | ---- | ---- | ---- | ---- | ---- | ---- |
| 967  | 1 005 | 930  | 889  | 913  | 932  | 904  | 941  | 896  |

| 1901 | 1906 | 1911 | 1921 | 1926 | 1931 | 1936 | 1946 | 1954 |
| ---- | ---- | ---- | ---- | ---- | ---- | ---- | ---- | ---- |
| 821  | 868  | 885  | 764  | 773  | 761  | 790  | 750  | 768  |

| 1962 | 1968 | 1975 | 1982 | 1990 | 1999 | 2006 | 2008 | 2013 |
| ---- | ---- | ---- | ---- | ---- | ---- | ---- | ---- | ---- |
| 694  | 622  | 568  | 546  | 562  | 602  | 636  | 646  | 645  |

| 2018 | 2022 | - | - | - | - | - | - | - |
| ---- | ---- | - | - | - | - | - | - | - |
| 650  | 652  | - | - | - | - | - | - | - |

## Lieux et monuments

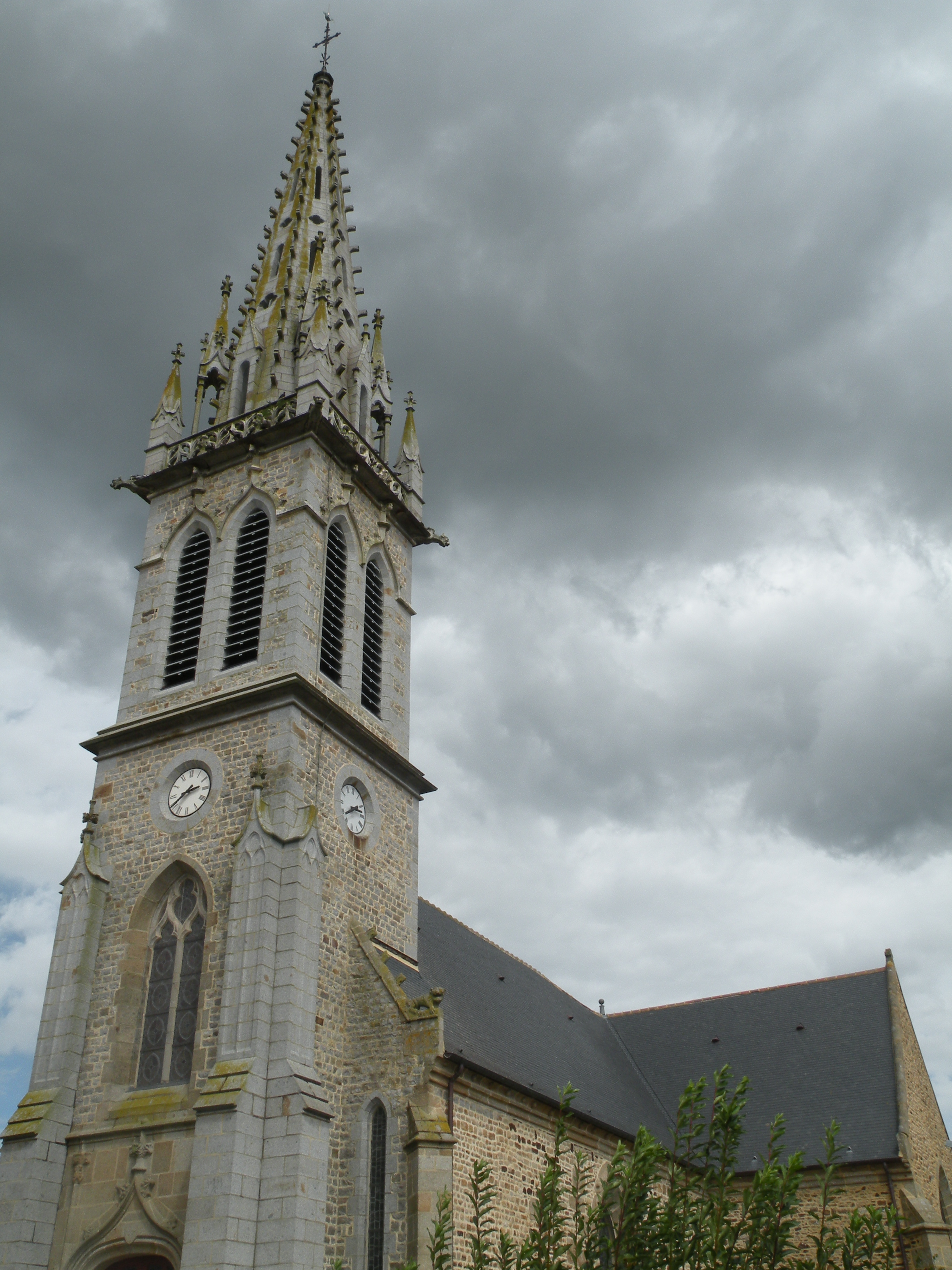
L'église Saint-Pierre.

### Monuments et vestiges sur la commune
La commune n'abrite pas de monument historique. Parmi les éléments marquants de son patrimoine, on peut noter :
- Église Saint-Pierre du XVIe siècle ; le transept et la sacristie ont été réalisés entre 1845 et 1849, le clocher a été édifié entre 1878 et 1887 et la flèche du clocher fut posée en 1886[38].
- Grotte religieuse.
- Croix en pierre à l'entrée du bourg (en direction de Fougères et Luitré).
- Forge située dans le centre-bourg à côté de l'étang (visitable).

### Lieux de promenade ou de divertissement
- Les Landes de Jaunousse : site naturel départemental[39].
- Circuit découverte de la commune et de son passé (chemin de 10 km).
- L'étang : terrain à boules, jeux, pêche.
- Terrain  de football.
- Terrain de bi-cross.

## Activité et manifestations

### Jumelages
- Kortenberg (Belgique) depuis 1993.

### Culture
- Prix Froger-Ferron : festival de musiques et danses traditionnelles, concours d'accordéon et concerts, tous les ans en septembre depuis 1984, sur le site des Landes de Jaunousse.
- Fête du blé noir.
- La Granjagoul[40] : maison du patrimoine oral en Haute-Bretagne, centre de ressources et d'animations autour de la culture gallèse réalisée par Fougères communauté[41]. Inaugurée officiellement le 15 septembre 2010.